# Zehnjähriger Krieg

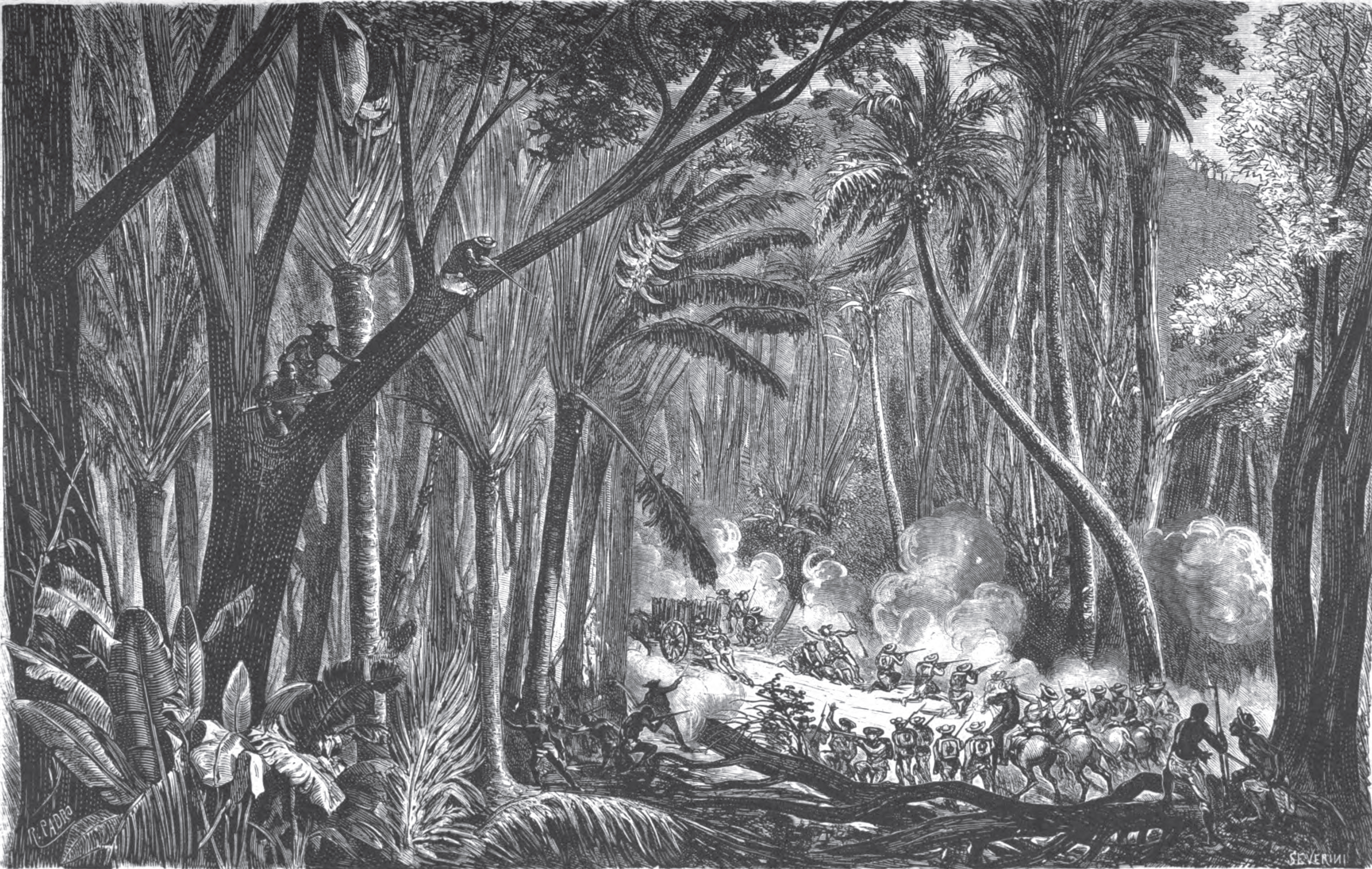
Aufständische im Kampf mit den spanischen Truppen, 1872

Der Zehnjährige Krieg (spanisch Guerra de los Diez Años), (1868–1878), auch bekannt als Langer Krieg (spanisch Guerra Larga), begann am 10. Oktober 1868 auf Kuba, als der Zuckerproduzent Carlos Manuel de Céspedes und seine Anhänger die Unabhängigkeit Kubas von der spanischen Kolonialmacht proklamierten. Er war der erste von insgesamt drei Freiheitskriegen, die Kuba gegen die Spanier führte. Die anderen beiden waren der Guerra Chiquita (Kleiner Krieg), 1879–1880, und der Kubanische Unabhängigkeitskrieg, 1895–1898. Der erste kubanische Unabhängigkeitskrieg endete am 10. Februar 1878 mit der Unterzeichnung des Friedens von Zanjón, in dem die Kubaner bedingungslos kapitulieren müssen.

## Hintergrund
Das Scheitern der letzten Reformbemühungen, die Absetzung des „Informationskomitees“, sowie eine ökonomische Krise in den Jahren 1866/67 bereiteten den Weg zu einem neuen Szenario. Trotz der Krise erzielte die koloniale Regierung große Gewinne im Land, die jedoch nicht im Land investiert wurden, sondern stattdessen in militärische Aufwendungen (44 %), in die koloniale Regierung (41 %) gesteckt oder nach Spanien gesandt (12 %) wurden. Die Spanier, die acht Prozent der Bevölkerung ausmachten, besaßen über 90 % des Vermögens auf der Insel. Außerdem hatte ein Großteil der kubanischen Bevölkerung keinerlei politische Rechte. Dies alles gab der Untergrundbewegung, vor allem im Osten des Landes Aufwind.
Im Juli 1867 wurde das „Revolutionäre Komitee von Bayamo“ unter Führung eines der wohlhabendsten kubanischen Plantagenbesitzers, Francisco Vicente Aguilera, gegründet. Die Konspiration weitete sich schnell auch auf östliche Städte aus, speziell auf Manzanillo, wo Carlos Manuel de Céspedes Protagonist des Aufstandes wurde. Eigentlich aus Bayamo stammend, gehörte Céspedes Grundbesitz und eine Zuckerfabrik namens La Demajagua. Die Spanier versuchten ihn zu unterwerfen, indem sie seinen Sohn Óscar gefangen nahmen. Vater Céspedes verweigerte jegliche Verhandlungen und Óscar wurde hingerichtet.

## Ruf von Yara – Beginn des Aufstandes

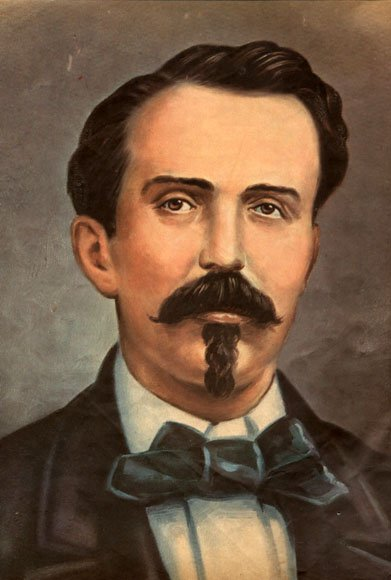
Carlos Manuel de Céspedes

Das Datum des Aufstandes wurde vorverlegt, da die Spanier Anfang Oktober Wind von den Plänen bekamen. Am frühen Morgen des 10. Oktober veröffentlichte Céspedes in der Zuckermühle La Demajagua das „Manifest des 10. Oktober“ und begann damit den Krieg gegen die spanische Herrschaft in Kuba. Als ersten Schritt befreite Céspedes seine Sklaven und rief sie auf, sich dem Aufstand anzuschließen. Viele stellten jedoch die Sklavenfreilassung in Frage, insbesondere die Menge der freizulassenden Sklaven, andere waren nicht mit seinem Aufruf einverstanden, Kuba an die USA anzuschließen.
Während der ersten paar Tage wäre der Aufstand beinahe gescheitert. Céspedes versuchte am 11. Oktober, die nahegelegene Stadt Yara einzunehmen, von der die Revolution ihren Namen bekam, litt jedoch an zahlreichen Vorkommnissen und wurde schließlich auf dem Weg von spanischen Truppen aufgerieben. Céspedes entkam mit nur zwölf Mann. Der 10. Oktober ist heute in Kuba ein nationaler Feiertag, benannt als Grito de Yara. Trotz der Niederlage wurde der Aufstand von Yara in verschiedenen Regionen des Orientes unterstützt. Am 13. Oktober nahmen die Rebellen acht Städte in der Provinz ein, wobei sie zahlreiche Waffen erbeuten konnten, was der weiteren Entwicklung deutlich förderlich war. Ende Oktober zählten die Aufständischen schon rund 12.000 Anhänger.
Im gleichen Monat lehrte Máximo Gómez die kubanischen Kräfte das, was sich als deren tödlichste Taktik erweisen sollte: den Angriff mit der Machete. Gómez war ehemaliger Kavallerieoffizier der spanischen Armee in der Dominikanischen Republik und verfügte über außergewöhnliche militärische Fähigkeiten. Die Machetenangriffe erfolgten jedoch auch mit Unterstützung von Feuerwaffen: Wurden die Spanier während des Marsches angetroffen, so wurde versucht, mit Macheten Breschen in ihre Reihen zu schlagen. Wenn dann die spanischen Truppen, ihrer Standardtaktik folgend, ein Quadrat bildeten, wurden ihnen durch versteckte Infanterieeinheiten mit Gewehrfeuer sowie Pistolen- und Karabinerfeuer von angreifender Kavallerie große Verluste zugefügt. Die größten Verluste erlitten die spanischen Streitkräfte jedoch durch das Gelbfieber, gegen das sie, im Gegensatz zu den einheimischen Kubanern, in der Kindheit keinen Immunschutz hatten aufbauen können.

## Verlauf des Krieges
Die Rebellen nahmen die strategisch wichtige Stadt Bayamo nach einem dreitägigen Kampf ein. Der Enthusiasmus dieses Sieges inspirierte den Poeten und Musiker Pedro Figueredo dazu, La Bayamesa, die spätere kubanische Nationalhymne zu schreiben. In Bayamo wurde die erste Regierung der sogenannten Republik in Waffen, von Céspedes angeführt, etabliert. Drei Monate später, am 12. Januar, eroberten die Spanier die Stadt zurück und brannten sie bis auf die Grundmauern nieder.
Dennoch breitete sich der Krieg im Osten Kubas aus. Am 4. November 1868 erhob sich Camagüey und Anfang Februar 1869 folgte Las Villas. In den westlichen Provinzen Pinar del Río, Havanna und Matanzas fand der Aufstand jedoch wenig Unterstützung und blieb bis auf wenige Ausnahmen im Untergrund. Ein überzeugter Unterstützer der Rebellion war José Martí, der im Alter von 16 Jahren verhaftet und zu sechzehn Jahren harter Arbeit verurteilt und später nach Spanien deportiert wurde. Er wurde letztendlich ein führender lateinamerikanischer Intellektueller und zu Kubas erstem nationalen Helden als Hauptarchitekt des kubanischen Unabhängigkeitskrieges von 1896 bis 1898.
Nach einigen anfänglichen Siegen und darauffolgenden Niederlagen ersetzte Céspedes Gómez durch den General Thomas Jordan, der eine gut ausgerüstete Streitmacht mitbrachte, als Führer der kubanischen Armee. Dessen Kampfweise erschien anfangs effektiv. Jedoch wurden die Familien der Aufständischen viel zu anfällig für die Strategie der ethnischen Säuberung des rücksichtslosen Blas Villate, Graf von Balmaseda, der die spanischen Truppen befehligte. Valeriano Weyler, der im späteren Krieg von 1895 als Schlächter Weyler berühmt wurde, kämpfte an dessen Seite. General Jordan trat daraufhin ab und Gómez kehrte in das Kommando zurück. Auch wuchs eine neue Generation von kampferfahrenen kubanischen Kommandanten heran, unter ihnen Antonio Maceo, José Maceo, Calixto García Iñiguez und Vicente García González. Weitere bemerkenswerte Anführer, die für die kubanischen Mambises kämpften sind: Donato Mármol, Luis Marcano-Alvarez, Carlos Roloff, Enrique Loret de Mola, Julio Sanguily, Domingo Goicuría, Guillermón Moncada, Quintin Bandera, Benjamín Ramírez und Julio Grave de Peralta.
Am 10. April 1869 fand eine Verfassunggebende Versammlung in der Stadt Guáimaro (heute Provinz Camagüey) statt. Sie hatte zum Ziel, dass die Revolution stärker organisiert und unter eine juristische Einheit gestellt werde und bestand aus Repräsentanten aus allen aufständischen Gebieten. Eines der Hauptthemen der Diskussionen war die Frage, ob es eine gemeinsame militärische und zivile Regierung geben solle, oder ob die beiden Ämter getrennt geführt sein sollten. Schließlich wurde Letzteres Ersterem untergeordnet. Die übergroße Mehrheit stimmte für eine Option der Separation der Funktionen. Céspedes war gewählter Präsident dieses Parlaments sowie General Ignacio Agramonte und Antonio Zambrana, federführende Autoren der vorgeschlagenen Verfassung, die ebenfalls nach dem Versammlungsort Constitución de Guáimaro benannt wurde, wurden zu seinen Sekretären gewählt. Nach Beendigung seiner Arbeit rekonstituierte sich die Versammlung als Repräsentantenhaus und als oberste Macht des Staates. Salvador Cisneros Betancourt wurde zu seinem ersten Präsidenten gewählt, Miguel Gerónimo Gutiérrez als Vizepräsident sowie Agramonte und Zambrana als Sekretäre. Céspedes wurde am 12. April 1869 zum Präsidenten der Republik in Waffen gewählt und General Manuel de Quesada, der in Mexiko unter Benito Juárez während der französischen Invasion in dem Land kämpfte, zum Chef der Streitkräfte.

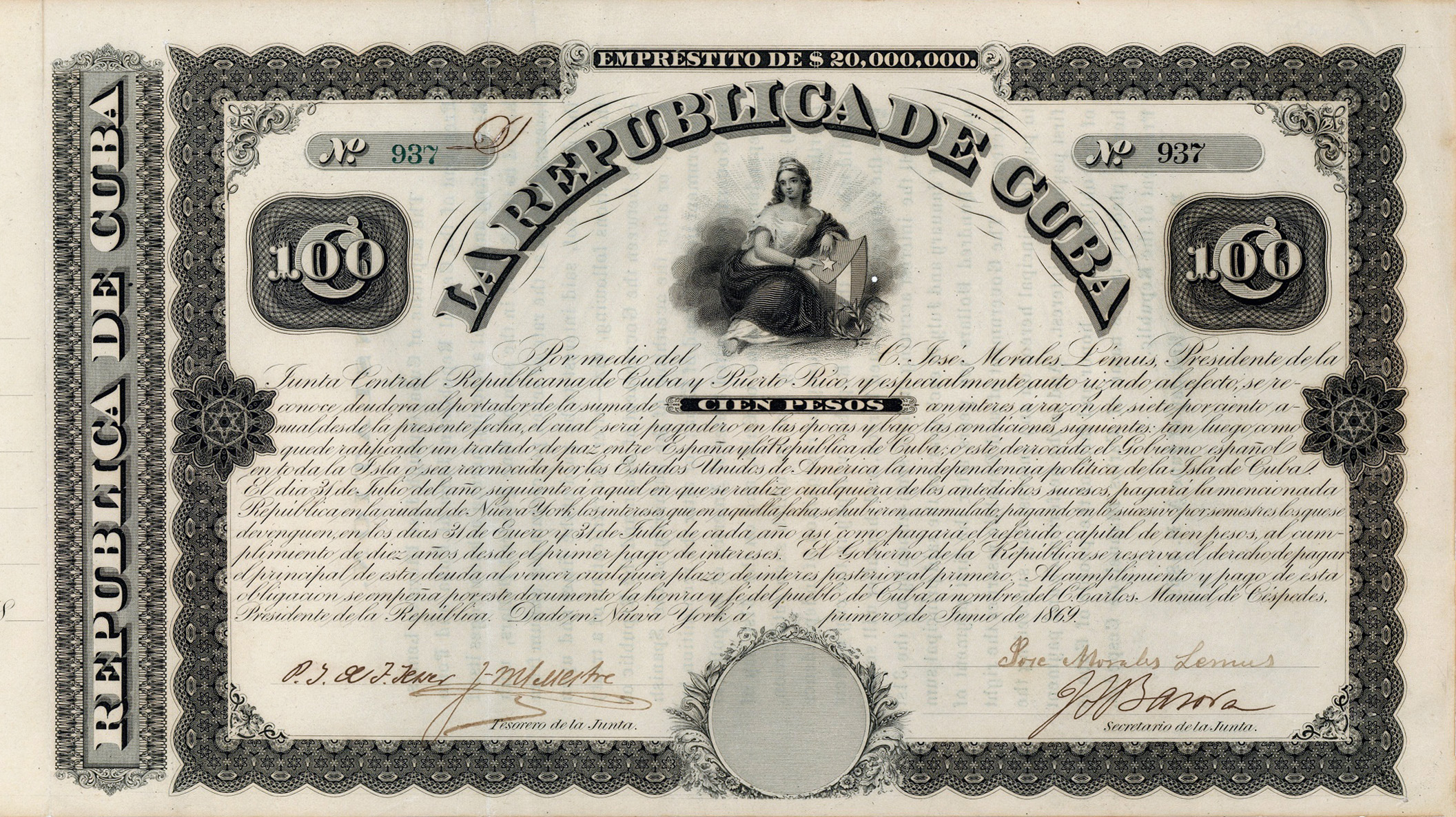
Anleihe über 100 Pesos zur Finanzierung des Aufstandes auf Kuba gegen die Kolonialmacht Spanien, ausgegeben am 1. Juni 1869 in New York von der kubanischen Exilregierung, im Original unterschrieben von José Morales Lemus als Präsident der Junta Central Republicana de Cuba y Puerto Rico

Nachdem es zu keiner Vereinbarung mit den aufständischen Streitkräften gekommen war, begannen die Spanier Anfang 1869 mit einem entfesselten Vernichtungskrieg. Die koloniale Regierung verabschiedete verschiedene Gesetze: Alle in Gefangenschaft befindlichen Kommandanten und Kollaborateure waren auf der Stelle hinzurichten, Schiffe, die Waffen geladen hatten, sollten beschlagnahmt und die Besatzung sofort getötet werden, männlichen Personen von 15 Jahren oder älter, die außerhalb ihrer Felder bzw. Wohnorte ohne entsprechende Berechtigung angetroffen wurden, sollte kurzer Prozess gemacht werden, alle Städte mussten die weiße Flagge hissen, andernfalls würden sie niedergebrannt und alle Frauen, die außerhalb ihrer Farm bzw. Wohnort angetroffen wurden, waren in den Städten zu konzentrieren. Abseits der eigenen Armee konnte die Regierung auch auf Freiwilligencorps zurückgreifen, die wenige Jahre vorher entstanden, um der angekündigten Invasion von Narcisco López entgegenzutreten und die für ihre barbarischen und blutigen Aktionen bekannt wurden. Eine solche Schandtat war die Hinrichtung von acht Studenten der Universität Havanna am 27. November 1871. Ein weiterer war die Kaperung des Dampfschiffes Virginius am 31. Oktober 1871 in internationalen Gewässern, wobei insgesamt 53 Personen umgebracht wurden, inklusive des Kapitäns, dem Großteil der Crew und einigen an Bord befindlichen Rebellen. Auch wurden bei dem so genannten Creciente de Valmaseda Bauern und deren Familien, die zu den Mambises gezählt wurden, massenhaft getötet oder in Internierungslager gesteckt.
Die Mambises kämpften einen Guerillakrieg und ihre Anstrengungen waren im östlichen Teil der Insel von weit größerem Erfolg gekrönt, als im Westen, was zum Teil an fehlendem Nachschub lag. Ignacio Agramonte fiel am 11. Mai 1873 im Kugelhagel. Sein Kommando der zentralen Truppen übernahm Máximo Gómez. Auf Grund von politischen und persönlichen Differenzen und dem Tod Agramontes wurde Céspedes vom Parlament als Präsident abgesetzt und durch Cisneros ersetzt. Agramonte kam noch zu Lebzeiten zu der Erkenntnis, dass sein Traum von einer Regierung und Verfassung für die Republik in Waffen schlecht geeignet war, weshalb er auch seinen Posten als Sekretär und das ihm zugewiesene Kommando der Region Camagüey aufgab. Vom Kongress beschnitten, begriff er aber die Notlage Céspedes’ und wurde zu dessen Unterstützer. Céspedes wurde später am 27. Februar 1874 von einer spanischen Patrouille getötet. Die neue kubanische Regierung überließ ihm nur einen einzigen Leibwächter und lehnte seinen Wunsch ab, Kuba in Richtung USA zu verlassen, um von dort militärische Unterstützung vorzubereiten und nach Kuba zu senden.
Die Aktivitäten des zehnjährigen Krieges erreichten um 1872 und ’73 ihren Höhepunkt, waren jedoch nach dem Tod Argramontes und der mangelnden Handlungsfähigkeit Céspedes’ auf die Regionen Camagüey und Oriente beschränkt. Gómez begann 1875 eine Invasion in das westliche Kuba, jedoch schloss sich dort die große Mehrheit der Sklaven und wohlhabenden Zuckerproduzenten der Revolte nicht an. Nachdem sein ihm am nächsten stehender General, der Amerikaner Henry Reeve, 1876 getötet wurde, war die Invasion zu Ende.
Spaniens Kampfkraft war durch einen 1872 im Mutterland ausgebrochenen Bürgerkrieg, den Dritten Carlistenkrieg, geschwächt. Als dieser Krieg jedoch 1876 endete, sandte Spanien weitere Truppen nach Kuba, bis sie letztendlich 250.000 Mann zählten. Die Auswirkungen auf die Befreiungstruppen waren heftig. Keiner der Kriegsgegner war in der Lage, eine einzelne Schlacht für sich zu entscheiden, jedoch gewannen die Spanier auf lange Sicht gesehen die Oberhand.

## Internationale Beteiligung
Unter den Ausländern, die freiwillig auf Seiten der Rebellen an dem Krieg teilnahmen, befanden sich Franzosen, Italiener, Kuba-gebürtige Spanier, US-Amerikaner (Henry Reeve Brigade), Puerto-Ricaner und Dominikaner wie Máximo Gómez.
Unter den Deutschen war es anfangs unklar, ob man eine Freiwilligenmiliz schaffen sollte, um die deutschen Anwesen, Plantagen und Industrien zu beschützen. Otto von Bismarck gab sein Einverständnis unter der Bedingung absoluter Neutralität. Ferdinand Heydrich bildete daraufhin ein Komitee mit einflussreichen Kaufleuten (George Rasch, P. J. Niese, Gustav Rohlson, A. Felix) und ihm selbst als Präsidenten. Sie nannten dies den „Club Aléman“ mit der Aufgabe, eine Miliz zusammenzustellen.

## Nachwirkungen
Von Anbeginn des Krieges bestand eine tiefe Zersplitterung der Unabhängigkeitskämpfer und ihrer Organisationen, welche nach der Versammlung von Guáimaro mit der Absetzung von Céspedes und Quesada im Jahre 1873 offen zu Tage trat. Die Spanier verstanden es, die regionalen Sentiments und Ängste auszunutzen, beispielsweise, dass Sklaven aus Matanzas die labile Balance zwischen Schwarzen und Weißen zerstören könnten. Die Spanier änderten ihre Politik gegenüber den Mambises, boten ihnen Amnestien und Reformen an. Die Mambises konnten sich aus verschiedenen Gründen nicht durchsetzen. Es mangelte an Organisation und Ressourcen. Die weiße Bevölkerung beteiligte sich tendenziell weniger, es gab interne rassistische Sabotage (gegen Maceo und die Ziele der Befreiungsarmee), der Kampf konnte nicht auf die westlichen Provinzen (zum Beispiel Havanna) ausgedehnt werden, und zu guter Letzt opponierte auch die US-Regierung gegen eine kubanische Unabhängigkeit. Die USA verkauften zuletzt Waffen an die spanischen Truppen, jedoch nicht an die kubanischen Rebellen.
Tomás Estrada Palma folgte auf Cisneros im Präsidentenamt, wurde jedoch am 19. Oktober 1877 von spanischen Einheiten gefangen genommen. Als Folge dieser missglückten Nachfolge wurden am 8. Februar 1878 die verfassunggebenden Organe der kubanischen Regierung aufgelöst und in Zanjón, Puerto Principe, begannen Friedensverhandlungen.
General Arsenio Martínez Campos kam nach Kuba, um die neue Politik zu installieren, jedoch dauerte es fast zwei Jahre, bis er den Großteil der Rebellen davon überzeugt hatte, dem Frieden von Zanjón zuzustimmen, welcher dann am 10. Februar 1878 von einem Verhandlungskomitee unterzeichnet wurde. Das Dokument enthielt die meisten Versprechen, welche die Spanier gemacht hatten.
Der zehnjährige Krieg kam zu einem Ende. Nur eine kleine Gruppe von Rebellen, angeführt von den Generälen García und Antonio Maceo, widersetzte sich und protestierte am 15. Mai in Mangos de Baraguá, heute zum Municipio Mella damals zu Palma Soriano gehörend, gegen diesen Friedensvertrag, was als Protest von Baraguá bekannt wurde. Sogar eine provisorische Regierung und eine Verfassung wurden installiert, jedoch der revolutionäre Elan war verflogen. Die provisorische Regierung überzeugte Maceo aufzugeben, und so endete der Krieg offiziell am 28. Mai 1878.
Viele der führenden Teilnehmer an diesem Krieg wurden auch zentrale Figuren in Kubas Unabhängigkeitskrieg, der 1895 begann. Darunter waren die Maceo-Brüder, Maximo Gómez, Calixto Garcia und andere.
Der Pakt von Zanjón versprach verschiedene Reformen auf der Insel, was die finanzielle Situation Kubas verbessern sollte. Der wahrscheinlich größte Fortschritt war die Freilassung aller Sklaven, die Spanien bekämpft hatten. Ein großer Konflikt über den Krieg hinaus war die Abschaffung der Sklaverei. Sowohl die Rebellen als auch zu den Spaniern loyale Personen waren für deren Abschaffung. Im Jahre 1880 wurde von der spanischen Regierung ein Gesetz erlassen, dem zufolge alle Sklaven freizulassen wären. Jedoch waren die Sklaven gesetzlich verpflichtet, eine gewisse Anzahl von Jahren gegen Bezahlung für ihre Herren zu arbeiten. Die Arbeitslöhne für die Sklaven waren allerdings so niedrig, dass es kaum möglich war, davon zu leben. Da weder die Grundbesitzer noch die befreiten Sklaven mit diesem Gesetz zufrieden waren, annullierte die spanische Regierung es kurze Zeit später wieder.
Nachdem der Krieg geendet hatte, begannen 17 Jahre Spannungen zwischen dem kubanischen Volk und der spanischen Regierung, inklusive des Kleinen Kriegs (→ Guerra Chiquita) zwischen 1879 und 1880. Die Separatisten folgten José Martí, und die leidenschaftlichsten Rebellen wählten das Exil, anstatt sich der spanischen Macht unterzuordnen. Es lag auch eine tiefe Depression über dem Land. Insgesamt ließen rund 200.000 Menschen bei diesem Konflikt ihr Leben. Auch vernichtete der Krieg die Kaffeeindustrie des Landes, und amerikanische Zölle fügten der kubanischen Exportwirtschaft schweren Schaden zu.